# 鶴田満彦
鶴田 満彦（つるた みつひこ、1934年8月15日- 2023年2月7日）は、日本の経済学者。中央大学名誉教授。専門は、経済原論（マルクス経済学）・現代資本主義論・日本経済論。学位は、経済学博士（中央大学・1978年）（学位論文「独占資本主義分析序論」）。

## 略歴
中国東北ハルビン市に生まれる。1954年開成高等学校卒業、1958年東京大学経済学部卒業、1963年同大学院社会科学研究科博士課程単位取得退学、立正大学経済学部専任講師、1965年中央大学商学部助教授、1972年教授、商学部長、学校法人中央大学理事、2005年定年、名誉教授。
1978年「独占資本主義分析序論」で中央大学より経済学博士の学位を取得。
2023年2月7日、心筋梗塞のため死去。88歳没。

## 役職
- 日本学術会議会員。
- 1992年経済理論学会代表幹事[3]。
- 2002年9月公益財団法人政治経済研究所監事、2015年6月公益財団法人政治経済研究所理事長（2019年6月まで）。
- 2004年5月日本キューバ友好協会理事長、2016年5月日本キューバ友好協会名誉理事長。
- 2005年5月日本経済学会連合理事。

## 受賞
- 2009年5月キューバ国家評議会友好勲章受章。
- 2013年4月瑞宝中綬章受勲[4]。

## 主著

### 単著
- 『独占資本主義分析序論』（有斐閣, 1972年）本書において中央大学から経済学博士の学位を取得。主査は川口弘中央大学経済学部教授　副査は富塚良三。実質の審査は副査の富塚良三が担当。川口弘は近代経済学分野のみを審査。
- 『現代日本経済論――高度蓄積の構造』（青木書店, 1973年）
- 『現代政治経済学の理論』（青木書店, 1977年）
- 『グローバル資本主義と日本経済』（桜井書店、2009年）
- 『21世紀日本の経済と社会』（桜井書店、2014年）

### 共著
- （島恭彦・宇高基輔・大橋隆憲・宇佐美誠次郎）『新マルクス経済学講座（4）現代資本主義と社会主義』（有斐閣, 1973年）
- （置塩信雄・米田康彦）『経済学』（大月書店, 1988年）

### 編著
- 『入門経済学――常識から科学へ』（有斐閣［有斐閣新書］, 1979年／新版, 1990年）
- 『現代経済システムの位相と展開』（大月書店, 1994年）
- 『現代経済システム論』（日本経済評論社, 2005年）

### 共編著
- （杉原四郎・菱山泉・松浦保）『経済思想史（1）古典学派の経済思想』（有斐閣［有斐閣新書］, 1977年）
- （渡辺俊彦）『グローバル化のなかの現代国家』（中央大学出版部, 2000年）
- （北原勇・本間要一郎）『資本論体系（10）現代資本主義』（有斐閣, 2001年）
- （長島誠一と共編）『マルクス経済学と現代資本主義』（桜井書店、2015年）

### 訳書
- A・ギャンブル, P・ウォルトン『現代資本主義の危機――インフレーションと国家』（新評論, 1978年）